# 千葉麻央
千葉 麻央（ちば まお、1997年9月24日 - ）は、日本の女優。
青森県出身。
ヨコザワ・プロダクションならびに劇団四重奏所属。

## 概要
共栄大学教育学部在学中にヨコザワ・プロダクションに入所。同プロダクションで結成されたオカルトセブン7★では、サブリーダーを務める。特技は、野球、ソフトボール。

## 出演

### テレビ
- NHK ドラマ10「これは経費で落ちません!」会社員役

### CM
- ポッカサッポロフード&ビバレッジ「じっくりコトコトこんがりパン」MUSIC RECIPE

### 映画
- 「三茶のポルターガイスト」後藤剛監督　劇団員役
- 「新・三茶のポルターガイスト」豊島圭介監督　オカルトセブン7★

### ラジオドラマ
- レインボータウンエフエム放送「ラジオドラマ甲子園」
- 『眉山の風よ!阿波の踊りに吹け!』出川卓役（レギュラー）

### イベント
- 東京江東ロータリークラブ主催「第2回社会福祉フェスティバル」阿波踊りユニット『月夜連』連員
- 自由が丘スイーツフェスティバル「奇々怪々聞きたいかい？」オカルトセブン7★
- 阿佐ヶ谷LOFT「『新・三茶のポルタ―ガイスト』＆書籍『死後の世界』出版・公開記念！」オカルトセブン7★

### YouTube
- オカルトセブン7★
- 角由紀子のヤバイ帝国